# Barcisi-tó
A Barcisi-tó (olaszul: Lago di Barcis, standard friuli nyelven Lâc di Barcis, a helyi nyugat-friuli nyelven Lâc di Barce, egy mesterséges tó Észak-Olaszországban, Friuli-Venezia Giulia régió nyugati részén, Pordenone megyében, a Karni-Alpok előterében, a Friuli-Dolomitokban, Barcis [ejtsd bárcsisz] község közigazgatási területén.

## Fekvése
A duzzasztott tó Pordenone megye nyugati részén, a Cellina-völgyben (Valcellina) fekszik. A völgy a benne folyó Cellina hegyipatakról (olaszul: torrente) kapta a nevét, amely északabbra, a Friuli-Dolomitok Natúrpark területén ered, és nyugat felé nagy kanyart leírva, beleömlő Settimana és Cimolana patakokkal kibővülve folyik a Cellina-völgy északnyugat–délkeleti lejtésű alsó szakaszában. 402 méter tengerszint feletti magasságban, Barcis községnél duzzasztógáttal rekesztették el, elárasztva a völgy egy részét és kialakítva a Barcisi-tavat.
A tó völgyét övező hegyek: északon a Monte Resettùm (2067 m), nyugaton a Crep Nudo (2207 m) és a Messer (2230 m), délen a Cavallo-hegy (2251 m) és a Cjastelât (1641 m), végül keleten a Raut (2026 m) e Fara (1342 m). A hegyek neve a helyi, nyugat-friuli nyelvjárást tükrözi.
A tóból kilépő Cellina-patak Montereale Valcellina városnál a Livenza folyó síkságára ér, és több mesterséges csatornán keresztül végül ebbe a folyóba ömlik.
A Friuli-Dolomitok hegycsoportja (Dolomiti Friulane), melyet „Piavéntúli Dolomitoknak” (Dolomiti d’Oltre Piave) is neveznek, a Déli Karni-Alpok (Prealpi Carniche) nyugati hegycsoportját jelenti, melyeket a Piave, Tagliamento, Meduna folyók és a Cellina patak völgyei fognak közre. A Friuli-Dolomitok Natúrpark (Parco naturale delle Dolomiti Friulane) 2009. június 26-án felkerült az UNESCO természeti Világörökség listájára.

## A vízerőmű
A Ponte Antoi elnevezésű duzzasztógátat és vízerőművet, a rajta átvezető úttal együtt 1954-ben építették, 402 méter tengerszint feletti magasságban. Az így felduzzasztott új mesterséges tó 1955-re alakult ki, 13,6 millió m3 vizet fogad magába. Barcis község a tó északi partján fekszik. A tó hamarosan kedvelt kirándulóhellyé vált, nem utolsósorban víztükrének különleges zöldeskék színárnyalata miatt. Napjainkban Barcis forgalmas vízisport-központ, windszörfösök, sportvitorlázók, motorcsónak-versenyzők, sporthorgászok találkozóhelyévé.

## Közlekedése
A völgyön végighalad az SS-251. számú főútvonal, amely keletről, a venetói Portogruarótól indul, a Friuli-Venezia Giulia régióbeli Pordenonén át, Montereale Valcellina várostól a Cellina-patak völgyében halad felfelé a vízválasztót képező Szent Oszvald-hágóhoz (Passo di Sant’Osvaldo). Longarone városnál átlép a Piave folyón ismét Veneto régióba. A Dolomitok szívébe vezető Zoldo-völgyön át az Agordói-völgy (Agordino) vidékén végződik, Colle Santa Lucia községnél becsatlakozik az SS-203-as (SR-203-as) számú „Agordina” főútba.